# 梅罗
梅罗（法語：Méreau，法語發音：[meʁo]），法国中部城市，中央-卢瓦尔河谷大区谢尔省的一个市镇，隶属于维耶尔宗区，其市镇面积为18.65平方公里，2022年1月1日时人口数量为2,649人，在法国城市中排名第4,183位。
梅罗位于谢尔省西部，阿尔农河右岸，是维耶尔宗的一个近郊卫星城。

## 地名来源
根据当地官方网站的论述，“Méreau”一名出自高卢语单词“Maro”，意为“大的”，引申含义为“广袤的田野”。

## 历史
梅罗的早期历史尚不清楚，该地历史上长期为贝里的一部分。11或12世纪时，梅罗镇中心建成了圣马丁教堂，此后其附近逐渐形成聚落。1380年，当地领主在梅罗西北郊修建欧特里城堡。法国大革命后，梅罗成为谢尔省的一个市镇。工业革命期间，途经梅罗的莱索布赖—蒙托邦铁路建成通车。自20世纪60年代以来，得益于维耶尔宗的城市扩张，梅罗的人口数量有所增加，其中梅罗北部与维耶尔宗接壤的街区兴建了多处现代居民建筑。

## 地理

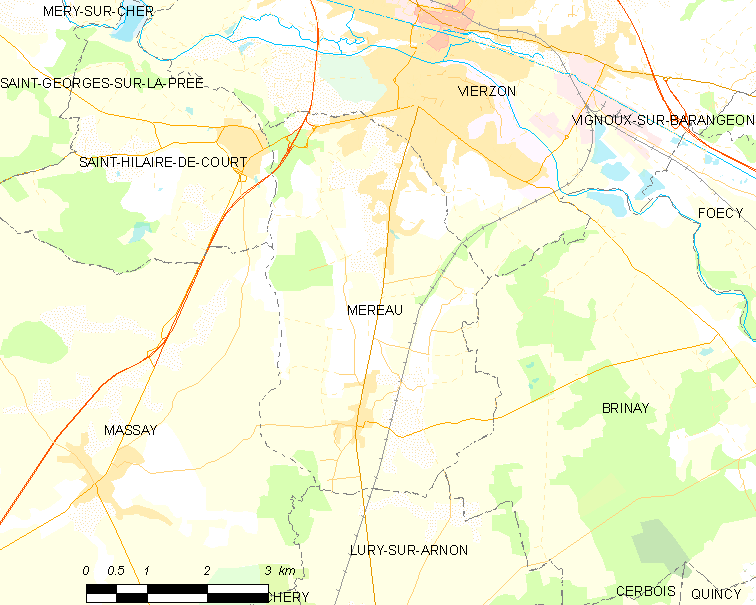
梅罗市镇范围地图

梅罗位于法国中部，中央-卢瓦尔河谷大区东南部和谢尔省西部，距离省会布尔日大约34公里。与梅罗接壤的市镇包括：布里奈、阿尔农河畔吕里、马赛、圣伊莱尔德库尔和维耶尔宗。

### 地形
梅罗位于法国贝里地区腹地，境内以平原和缓丘为主，市镇中心地势较为平坦，东侧略有起伏，全境海拔在95到136米之间。

### 水文
阿尔农河自南向北流经梅罗市镇西界。

### 植被
梅罗属于温带阔叶混交林区，林地多分布于河流附近及坡地地带，市区西侧为穆雷树林（Bois Mouret），西北侧为欧特里树林（Bois d'Autry）。
在鲜花城市的评比中，梅罗被评为3星级鲜花城市。

### 气候
梅罗在柯本气候分类法中属于温带海洋性气候（Cfb）。

## 行政区划
梅罗的市镇编号为18148，邮政编号为18120。
在行政管理方面，梅罗隶属于法国中央-卢瓦尔河谷大区谢尔省维耶尔宗区；在地方选举方面，梅罗隶属于耶夫尔河畔默安县，其市镇范围全境被划入谢尔省第二选区；在社会管理方面，梅罗是贝里之心市镇公共社区的组成部分。
截至2024年10月，梅罗市镇范围内暂无任何城市敏感街区及城市政策优先街区。
法国国家统计与经济研究所（简称“INSEE”）在进行数据统计时，将梅罗及相邻的另外2个市镇设为维耶尔宗城市核心区，并将包括核心区在内的周边共11个市镇划为维耶尔宗城市区。自2020年起，维耶尔宗城市区被包含20个市镇的维耶尔宗城市辐射区。此外，INSEE还将梅罗市镇整体看作一个“块区”（IRIS），以便于统计人口分布情况。

## 交通

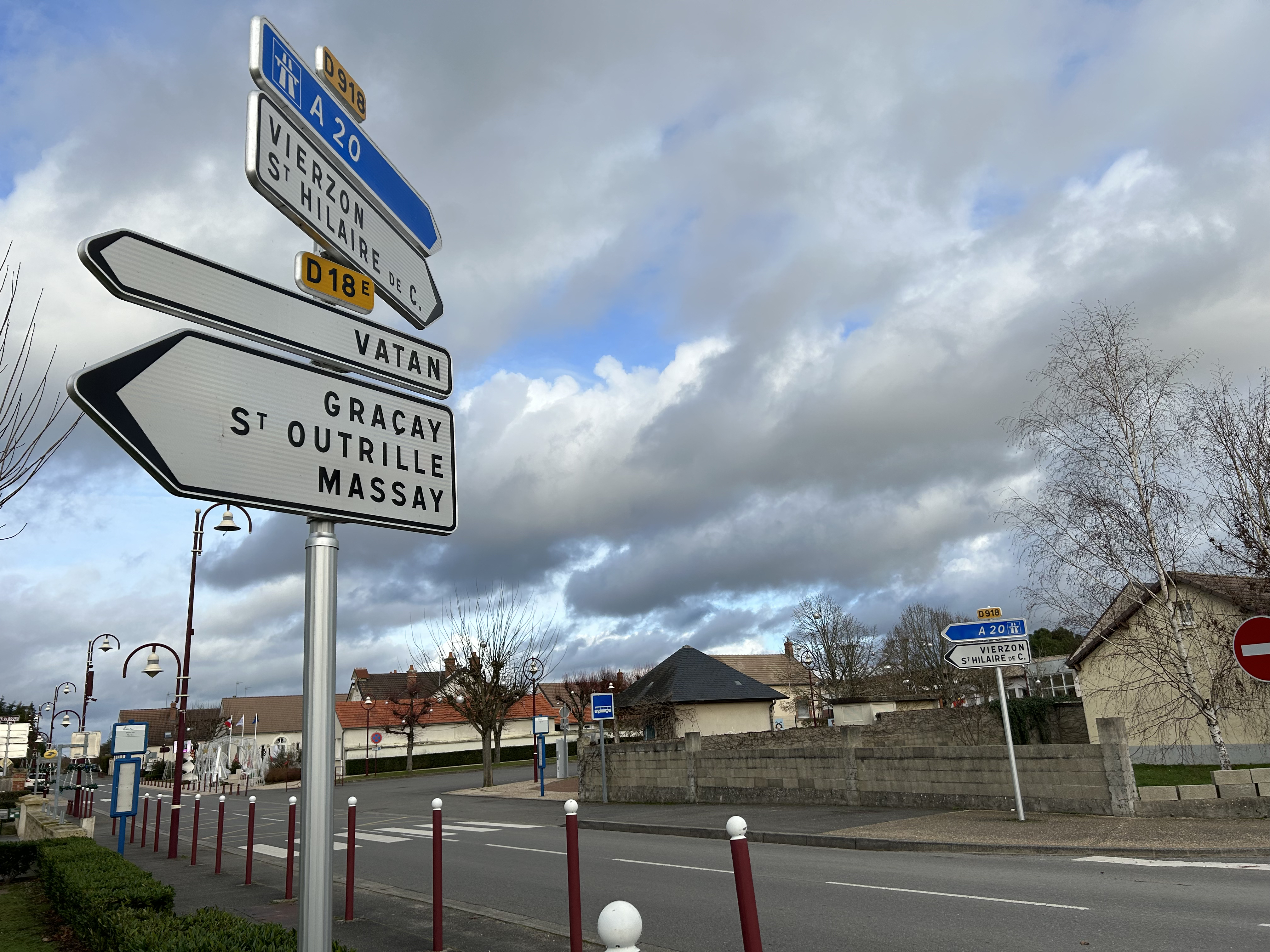
梅罗镇中心的路牌

### 公路
A20高速公路从梅罗市镇范围西北部经过并设有出入口；谢尔省省道D18E线、D918线和D2020线在梅罗境内交汇。中央-卢瓦尔河谷大区城际客运（商业名称为“Rémi”）下属的城际客运U线经停梅罗，可通往维耶尔宗、勒伊、伊苏丹等地。
2021年，89.2%的梅罗家庭拥有至少一辆私人汽车。2022年，梅罗境内共发生各类交通事故1起，造成1人受伤。
| 7 | 5.2 |

| 6 | 11 |

| 布尔日 | 34 |

| 坎西 | 12 |

| 维耶尔宗 | 7 |

| 马赛 | 5.2 |

| 阿尔农河畔吕里 | 4 |

| 布里奈 | 6.6 |

### 铁路
莱索布赖—蒙托邦铁路经过梅罗市镇范围东部，原有的梅罗火车站已废弃。
距离梅罗最近的运营中的客运铁路车站为8.1公里外的维耶尔宗城站，停靠巴黎—布里夫—图卢兹和南特—里昂两条线路的城际列车，以及前往奥尔良、图尔、利摩日、讷韦尔和蒙吕松五个方向的区域列车。

### 航空
梅罗境内建有维耶尔宗-梅罗飞行场。
梅罗距离沙托鲁机场的公路里程大约51公里。

### 城市公共交通
截至2024年10月，梅罗暂无城市公共交通系统。

## 政治

### 市政内阁

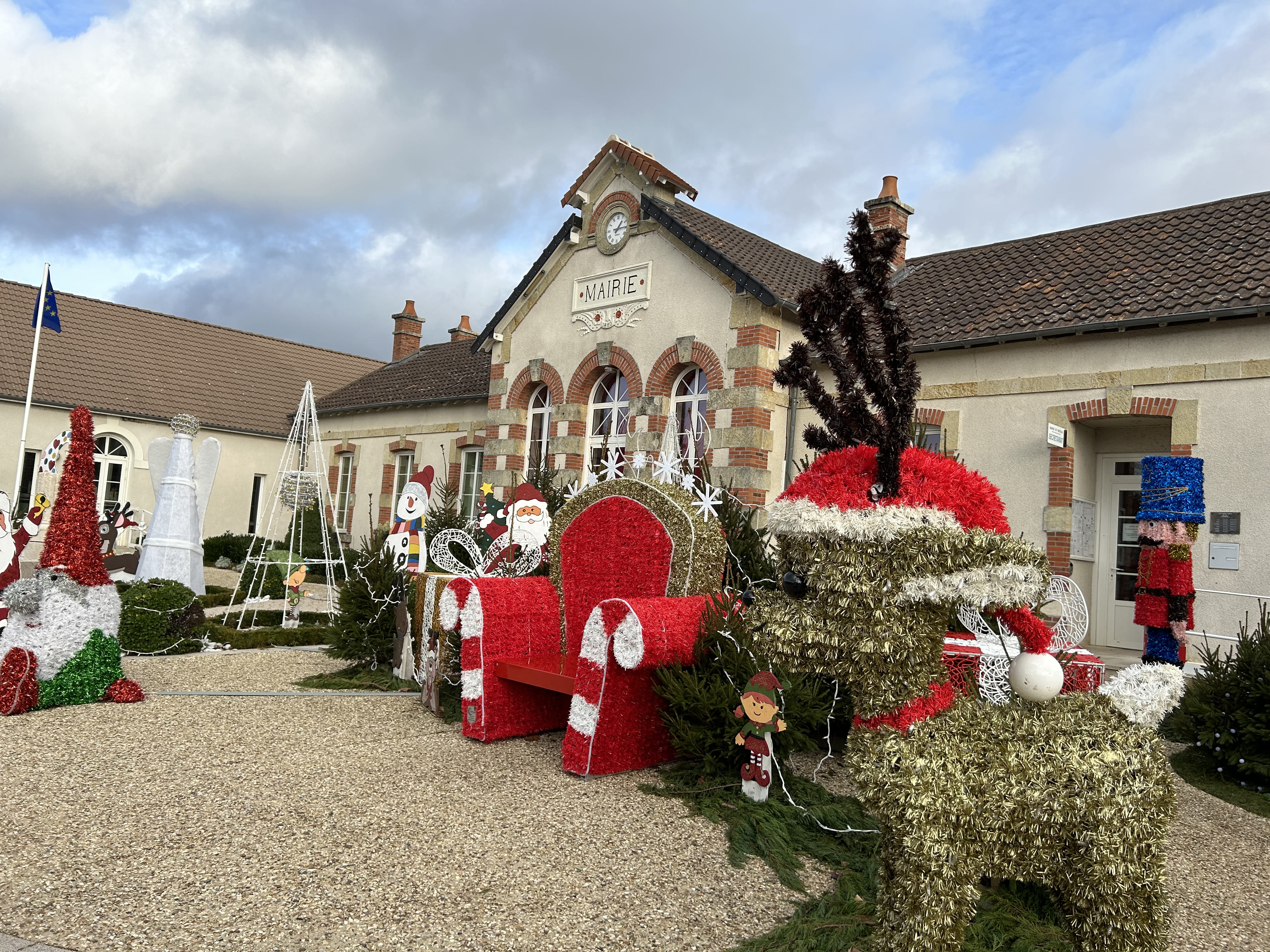
圣诞节装饰下的梅罗市政厅

梅罗的现任市长为阿兰·莫尔奈先生（Alain MORNAY），他是一名无党派人士，在2020年的市政选举中获得了100.00%的支持率（无其他候选人）。
在2022年的法国总统大选的第二轮选举中，法国第25任总统埃马纽埃尔·马克龙在梅罗获得了50.75%的支持率。

## 人口
2021年，梅罗市镇人口数量为2,644，在法国排名第4,183位。其中男性1,307人，女性1,337人，75岁及以上人口占9.2%，外籍人口数量为50人，人口密度为142人/平方公里，当地居民被称为（男性）或（女性）。2022年，梅罗境内出生20人，死亡人口23人。
| 梅罗1901年－2021年人口变化情况 |
|                                |
| 数据来源：Cassini、INSEE       |

## 经济

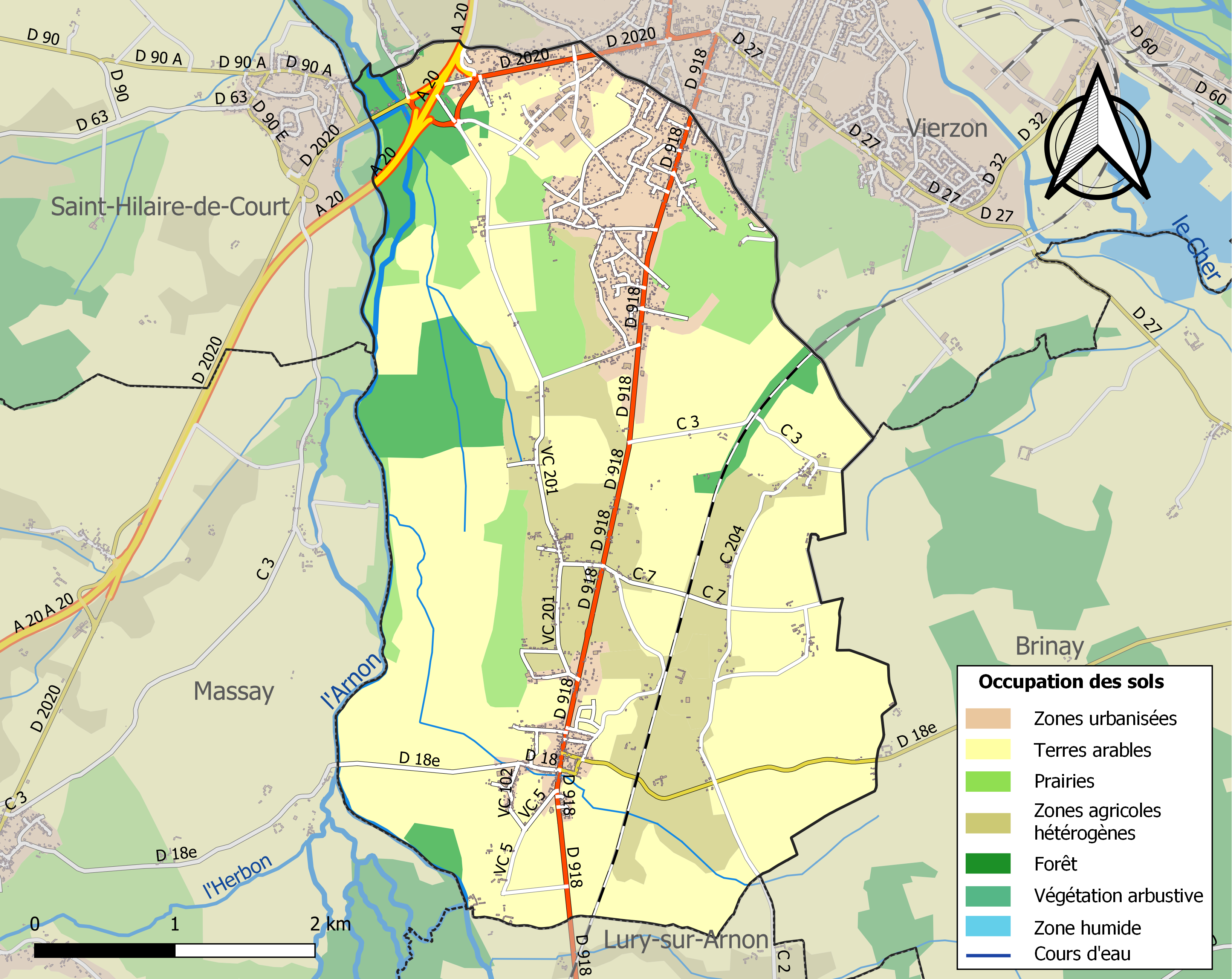
梅罗土地利用情况地图

截至2024年10月，梅罗市镇范围内共有各类用人单位（包含自雇）340家，平均历史为16年，均为中小型企业（PME），2024年8月至10月间，当地的经济活力指数为0。（工业机械）、（工业机械）及（软件工程）是当地2022年已公布营业额最高的三个企业，分别为9,973,634欧元、5,292,054欧元和1,614,974欧元。

## 财政与居民收入
2022年，梅罗的财政收入总额为2,001,600欧元，财政支出总额为1,336,300欧元，当年的债务总额为195,330欧元。2022年，梅罗市镇通过增值税获得101,920欧元的收入，此外当地还共获得了4,420欧元的国家直接财政补助。
| 梅罗居民收入情况                                 | 梅罗居民收入情况 | 梅罗居民收入情况      | 梅罗居民收入情况 |
| 内容                                             | 梅罗             | 法国                  | 统计年份         |
| ------------------------------------------------ | ---------------- | --------------------- | ---------------- |
| 征税家庭总数                                     | 1,139            | 1,081（法国市镇平均） | 2022年           |
| 居民平均月收入                                   | 2,290欧元        | 2,435欧元             | 2022年           |
| 高级职员人均月收入                               | 3,777欧元        | 4,331欧元             | 2021年           |
| 中级职员人均月收入                               | 2,380欧元        | 2,470欧元             | 2021年           |
| 普通职员人均月收入                               | 1,729欧元        | 1,801欧元             | 2021年           |
| 贫困率                                           | 不详             | 14.5%                 | 2020年           |
| 青壮年（15至64岁）失业率                         | 6.9%             | 7.4%                  | 2020年           |
| 征税家庭数量占比                                 | 51.0%            | 45.5%                 | 2020年           |
| 家庭年均纳税                                     | 2,418欧元        | 4,393欧元             | 2022年           |
| 资料来源：INSEE、L'Internaute、Le Journal du Net |                  |                       |                  |

## 社会事务

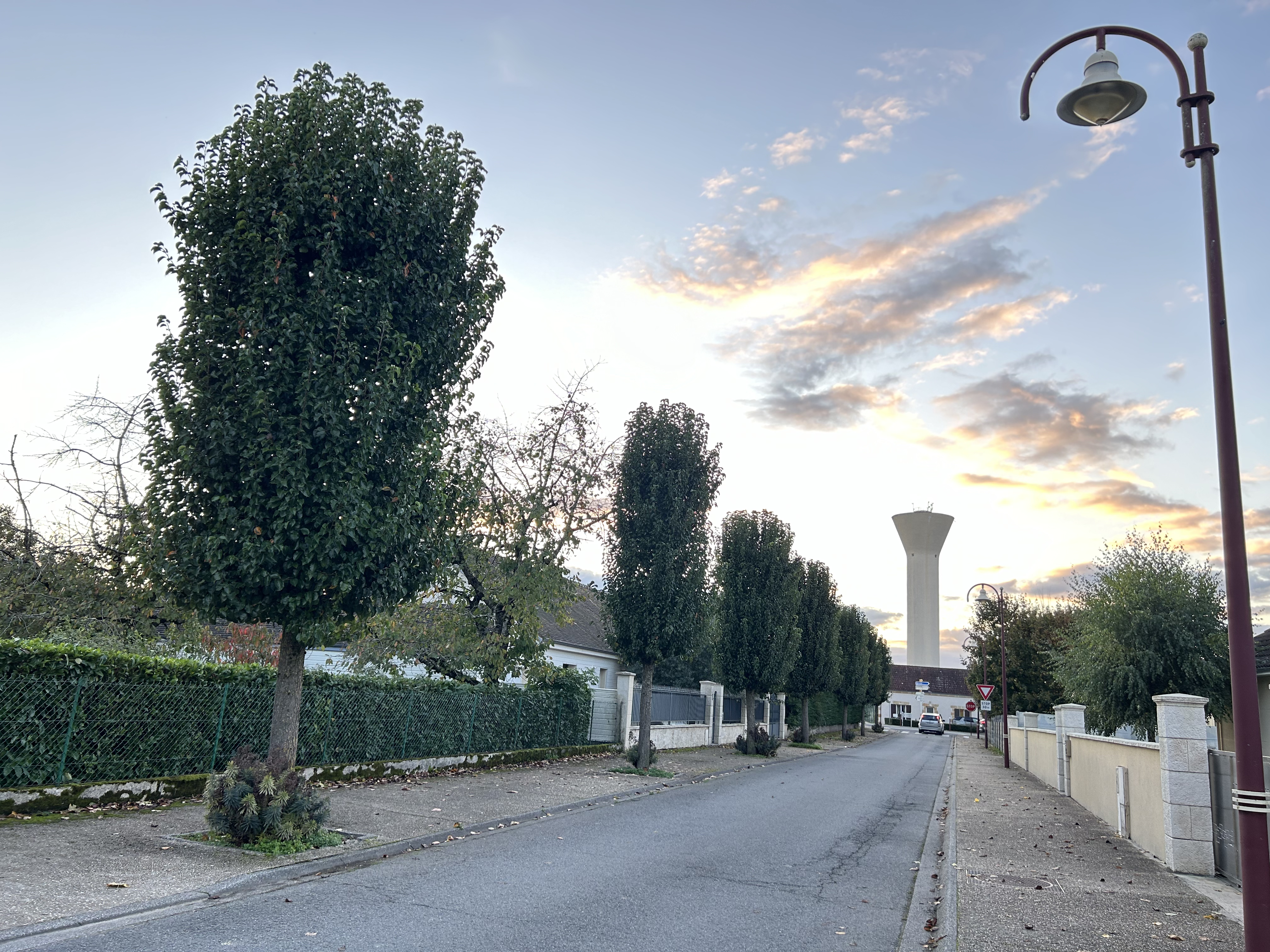
教堂街

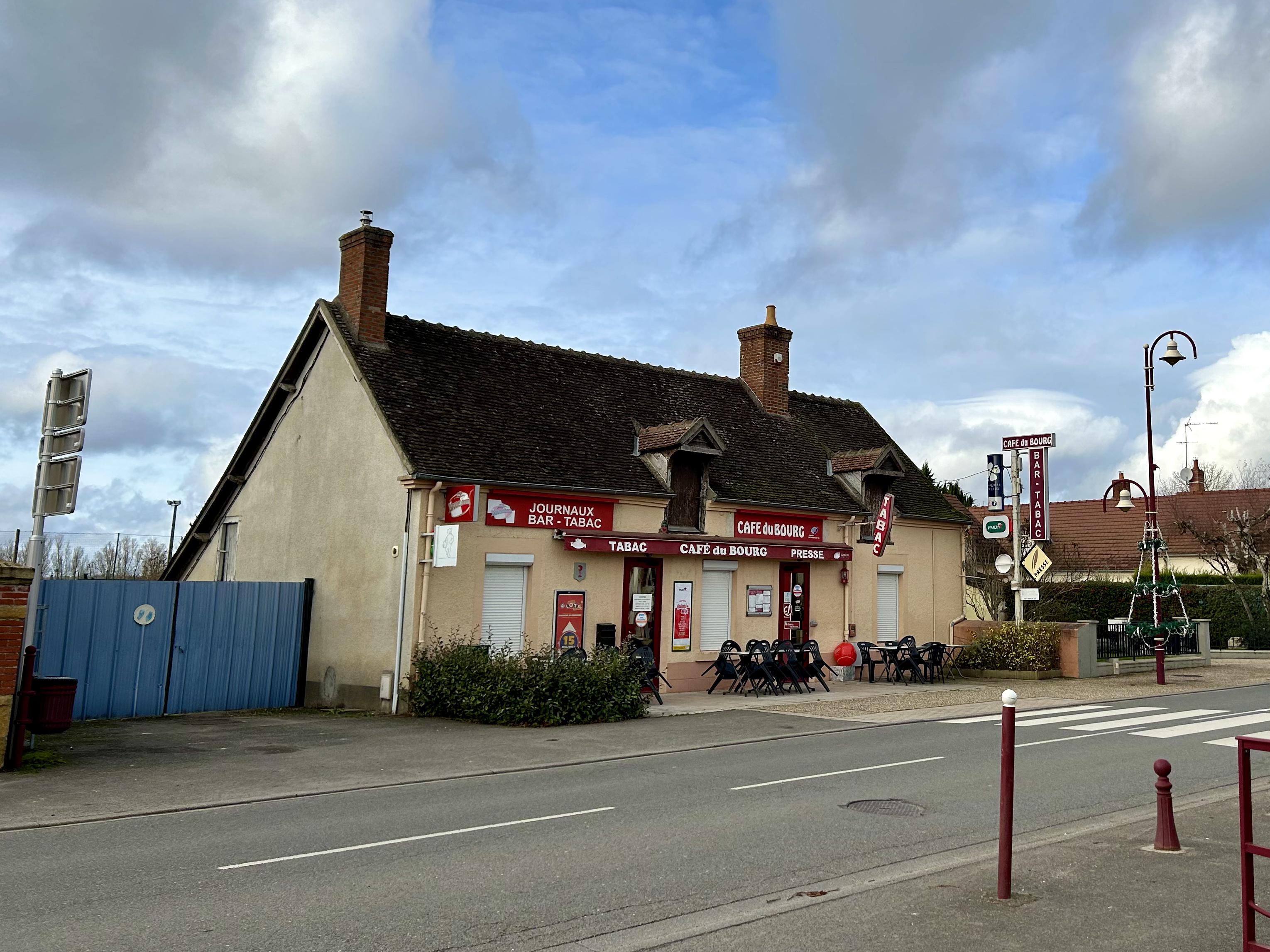
烟酒店

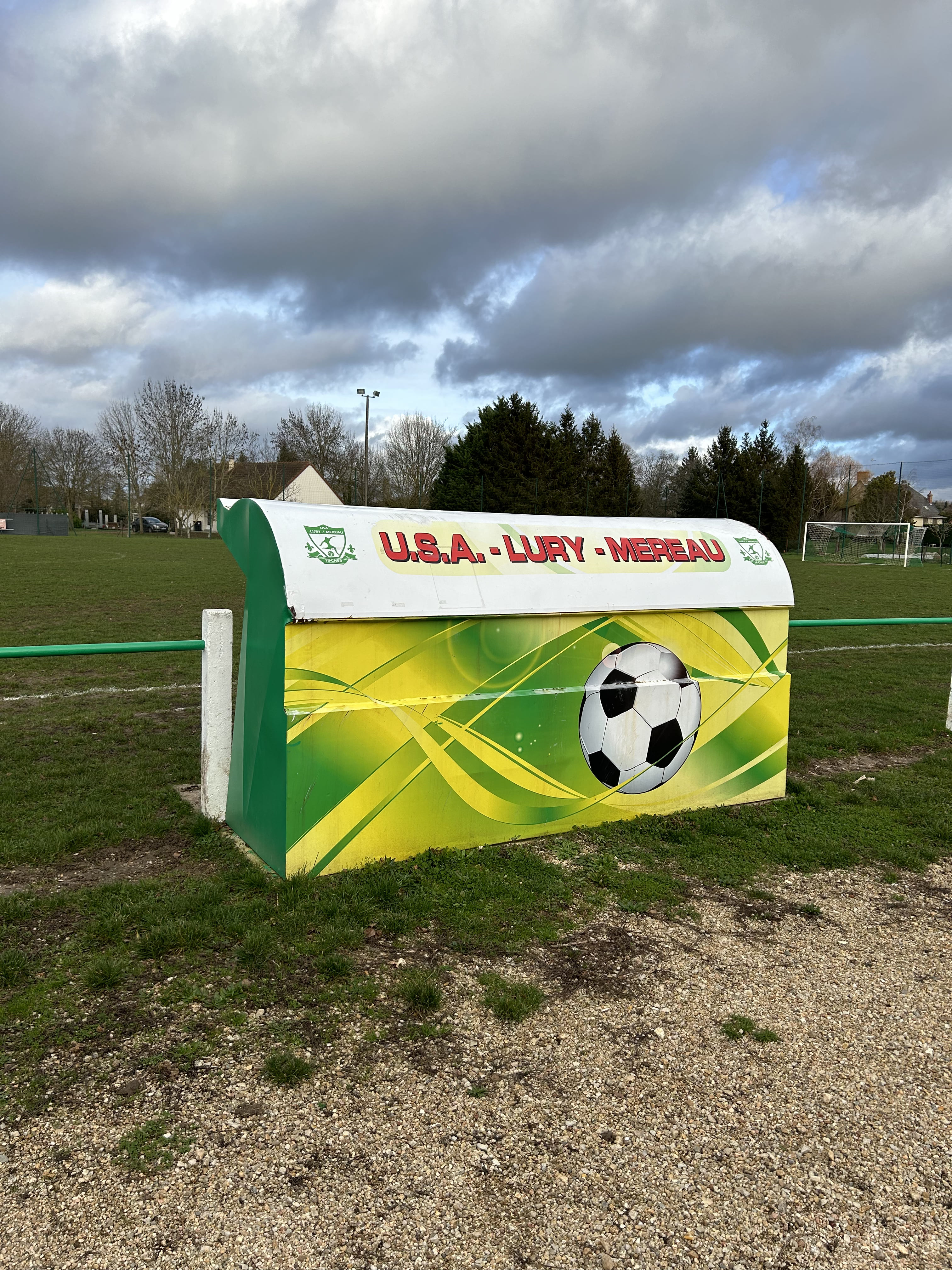
让·穆兰球场

### 教育
梅罗属于奥尔良-图尔学区。截至2023年1月1日，梅罗境内共有1所小学。

### 医疗
截至2023年1月1日，梅罗境内共有全科医生1名、保健师2名、牙医3名、护士2名和皮肤科医生1名。境内共有药房1家、养老院1家。
距离梅罗最近的区域性医疗机构为维耶尔宗中心医院（Centre Hospitalier de Vierzon），其主病区莱奥·梅里戈医院（Hôpital Léo Mérigot）位于维耶尔宗市区，距离梅罗市区的正常车程大约12分钟，该院设有床位125个。

### 住房
2021年，梅罗境内共有各类住房1,217套，其中99.1%为独立式住宅，0.4%为集中式住宅。常住房屋占梅罗市镇范围内居民建筑总量的92.4%。
在住房保障政策方面，2023年，梅罗境内共有360户家庭获得了家庭津贴补助，受益人数占总人口数量的13.6%，其中50份为房租补助。

### 商业
2021年，梅罗境内共有各类实体商铺44家，其中餐厅1家、面包房2家、肉铺1家、美容美发店4家、汽车维修店7家。

### 体育
2023年，梅罗境内共有1处网球场以及1处足球或橄榄球场。
截至2024年10月，梅罗境内共有家注册足球俱乐部。吕里-梅罗运动员体育会（USA Lury-Méreau，编号529034）是当地的代表性足球队，其主队2024至2025赛季参加中央-卢瓦尔河谷大区足球联赛丙组（法国第八级别），其主场为让·穆兰球场（Stade Jean Moulin）。

### 环境
梅罗的环境事务由其所属的贝里之心市镇公共社区联合各级政府协调负责。2021年，梅罗境内暂无污染企业。

### 治安
梅罗及其附近的共55个市镇是维耶尔宗国家宪兵队（zone gendarmerie de Vierzon）的管辖范围。2020年，该宪兵队累计记录各类案件1,459起，其中盗窃类案件708起，经济类案件243起，毒品交易类案件64起。

## 文化

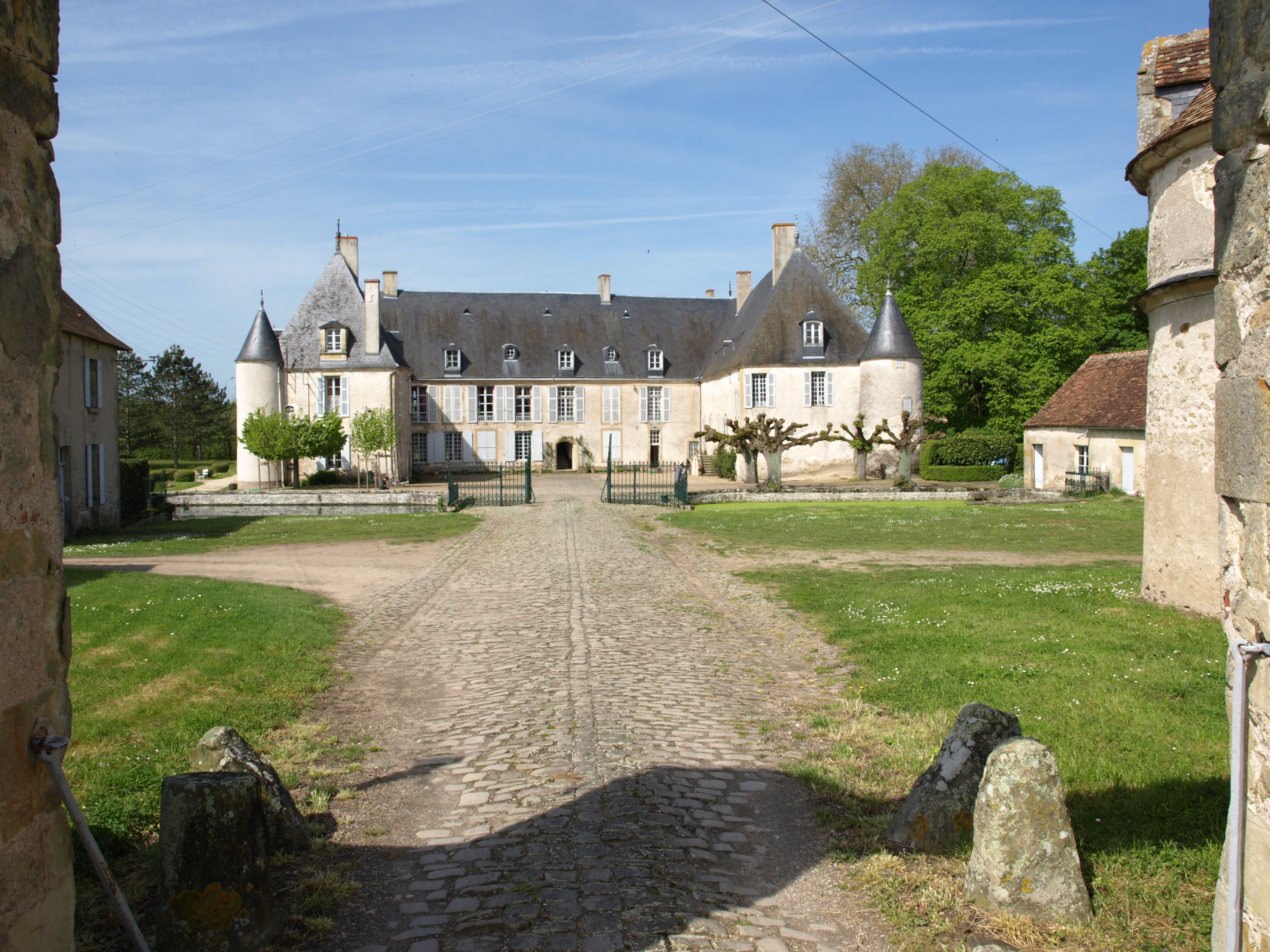
欧特里城堡

2021年，梅罗境内暂无任何文化设施。

### 建筑
梅罗境内有多处历史建筑，其中欧特里城堡为法国国家文物保护单位，镇中心东侧的圣马丁教堂（Eglise Saint Martin de Méreau）及水塔是当地的地标性建筑物。

### 旅游
梅罗的旅游事务由其所属的贝里之心市镇公共社区联合各级政府协调负责。2024年，梅罗境内共有1家酒店共计19间房间。

### 媒体
法国主要的媒体均可在梅罗接收，法国电视三台下属的中央-卢瓦尔河谷大区频道在部分时段播出梅罗所在谢尔省的地方新闻。《贝里共和党人报》、蓝色法兰西贝里广播、震动广播等是当地主要的地方性媒体。

## 友好城市
截至2024年10月，梅罗暂未建立任何友好城市关系。